# Bäckskapania
Bäckskapania (Scapania undulata) är en bladmossart som först beskrevs av Carl von Linné, och fick sitt nu gällande namn av Barthélemy Charles Joseph Dumortier. Bäckskapania ingår i släktet skapanior, och familjen Scapaniaceae. Arten är reproducerande i Sverige. Inga underarter finns listade i Catalogue of Life.

## Bildgalleri

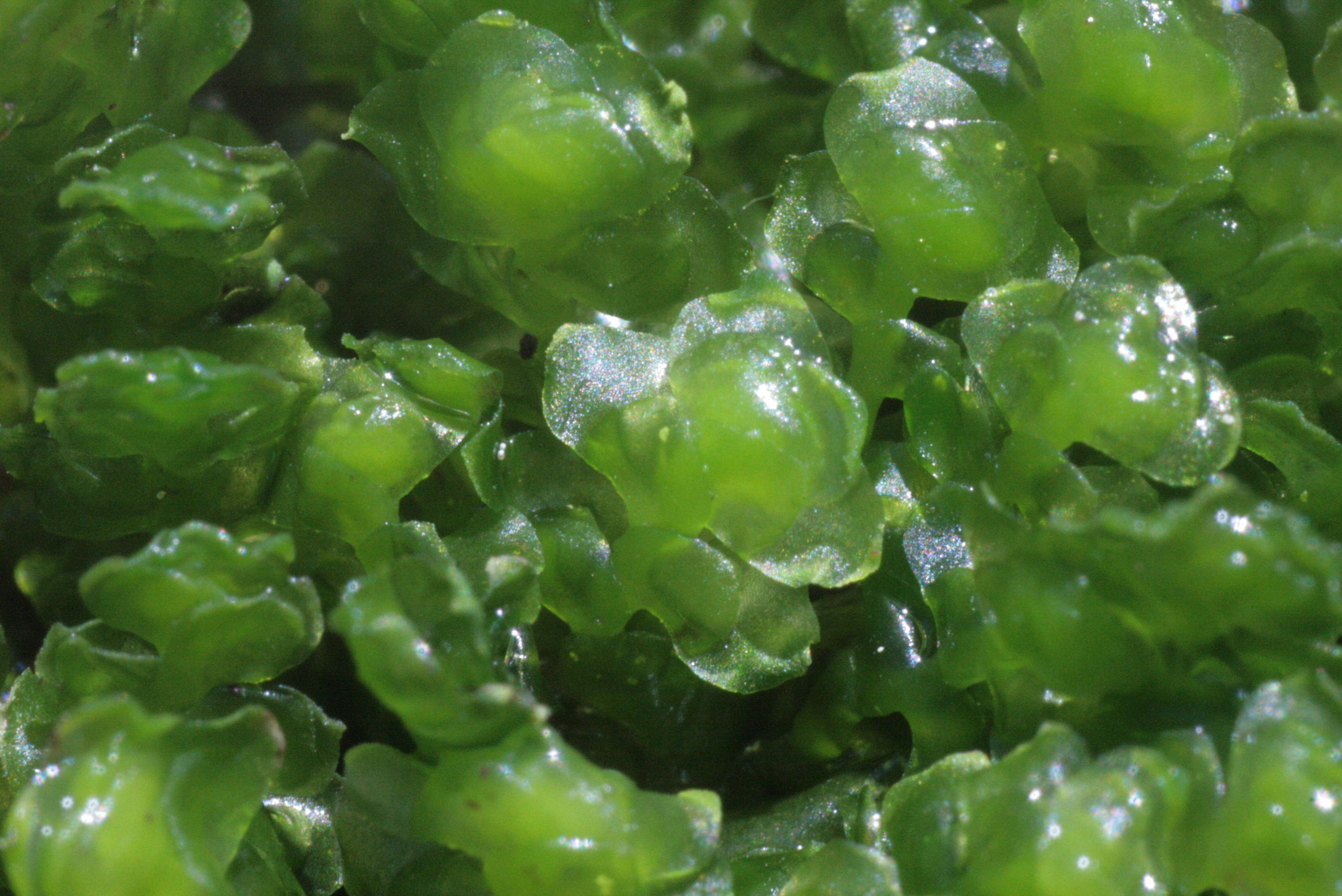